# STX리조트
STX리조트는 STX그룹의 계열회사로 2007년 11월 창립되었다. 
현재 총 2개의 사업부로 나뉘어 운영되고 있으며, 콘도미니엄을 중심으로 레저, 숙박, 연회, 스포츠 등으로 대변되는 리조트 사업부와 단체급식, 전문식당업 중심의 FS 사업부가 있다.
리조트 인근에 쌍용계곡이 있다.